# Sant Andreu (Santpedor)
Situada al costat de la Casa de la Vila, aquesta capella fou edificada l'any 1364. Ha estat objecte de diferents utilitzacions, des de centre litúrgic en substitució de la parroquial a hospital i escola de nens durant el Sexenni revolucionari. Actualment, bo i restaurada, és emprada com a sala d'exposicions i conferències. S'hi celebren també els matrimonis pel ritu civil.